# Хосе Перез (уругвајски фудбалер)
Хосе Перез (шп. José Pérez; Уругвај, 30. новембар 1897 — 5. децембар 1920) је био уругвајски фудбалер који је играо на позицији нападача. У периоду од 1913. па до 1920. године одиграо је тридесет и једну утакмицу за репрезентацију и постигао је шест голова. Са репрезентацијом је учествовао на Копа Америка 1920.